# 79-я Белорусская бригада
79-я Белорусская бригада 27-й Омской стрелковой дивизии - состояла из 235-го Невельского, 236-го Оршанского, 237-го Минского полков. В состав 79-й Белорусской бригады входили также Оршанская и Гомельская батареи.
В 1921 году в боях за Кронштадт бригада понесла серьёзные потери. В 1922 году все три полка 79-й Белорусской бригады были сведены в один 79-й стрелковый полк, который получил название Кронштадтского.
30 мая 1927 года, накануне празднования 10-летия Красной Армии, Президиумом Оршанского окрисполкома было возбуждено ходатайство перед  РВС СССР, ЦИК БССР и начальником 64-й стрелковой дивизии БВО о присвоении 192 стрелковому полку названия "Оршанский" и закрепления за ним боевых традиций 236-го Оршанского стрелкового полка. Из Москвы пришла телеграмма следующего содержания: "Минск, секретарю ЦИК БССР. - РВСС Присвоил 192 полку наименование Оршанский 60233. - За Начупрстр войск Гутор".